# Liogma mikado
Liogma mikado är en tvåvingeart som först beskrevs av Alexander 1919.  Liogma mikado ingår i släktet Liogma och familjen mellanharkrankar. Inga underarter finns listade i Catalogue of Life.